# Corat
Corat (azerbajdzjanska: Corat; ryska: Джорат: Dzjorat) är en ort i Azerbajdzjan.   Den ligger i distriktet Sumgait, i den östra delen av landet, 27 km nordväst om huvudstaden Baku. Antalet invånare är 8 624.
Terrängen runt Corat är platt, och sluttar norrut. Runt Corat är det tätbefolkat, med 982 invånare per kvadratkilometer.. Närmaste större samhälle är Sumgait, 3,7 km nordväst om Corat.